# Вадени (Галац)
Вадени (рум. Vădeni) насеље је у Румунији у округу Галац у општини Кавадинешти. Oпштина се налази на надморској висини од 14 m.

## Становништво
Према подацима из 2002. године у насељу је живело 640 становника, од којих су сви румунске националности.